# Storfjorden (Ørsta)
 For alternative betydninger, se Storfjorden. (Se også artikler, som begynder med Storfjorden)
Storfjorden er en fjord i Ørsta kommune i Møre og Romsdal fylke i Norge. Den er fortsættelsen af Hjørundfjorden mod syd, og er 11 kilometer lang. Fjorden begynder mellem Hustadneset og Stålbergneset, hvor Norangsfjorden går mod øst, og går ned til bygden Bjørke i bunden af fjorden hvor Vikelven munder ud.
Fjorden ligger i fjeldområdet Sunnmørsalperne, med fjelde på over 1.500 moh. på begge sider.
På nær  den isolerede bygd Skår på vestsiden er den ydre del af fjorden ubeboet. Langs den indre del af fjorden ligger på østsiden bygderne Viddal og Leira, mens bygden Finnes ligger på vestsiden. Fylkesvej 41 går på østsiden fra Viddal  til Bjørke og videre op i Skjåstaddalen.